# BYD Qin
BYD Qin (БІД Цінь) — седан класу «D» з гібридною або електричною силовою установкою. Дебют серійної версії моделі відбувся на автосалоні в Шанхаї в квітні 2013 року.

## Перше покоління (2013―2024)

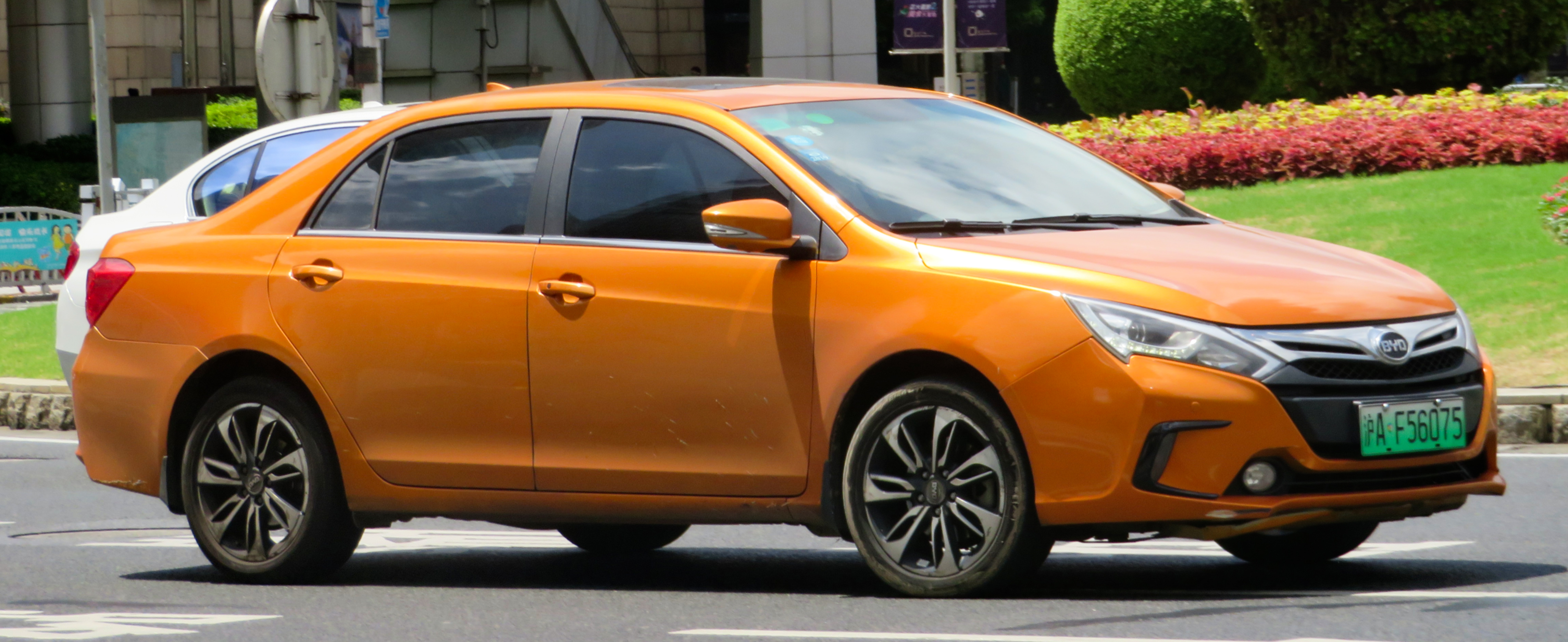
BYD Qin

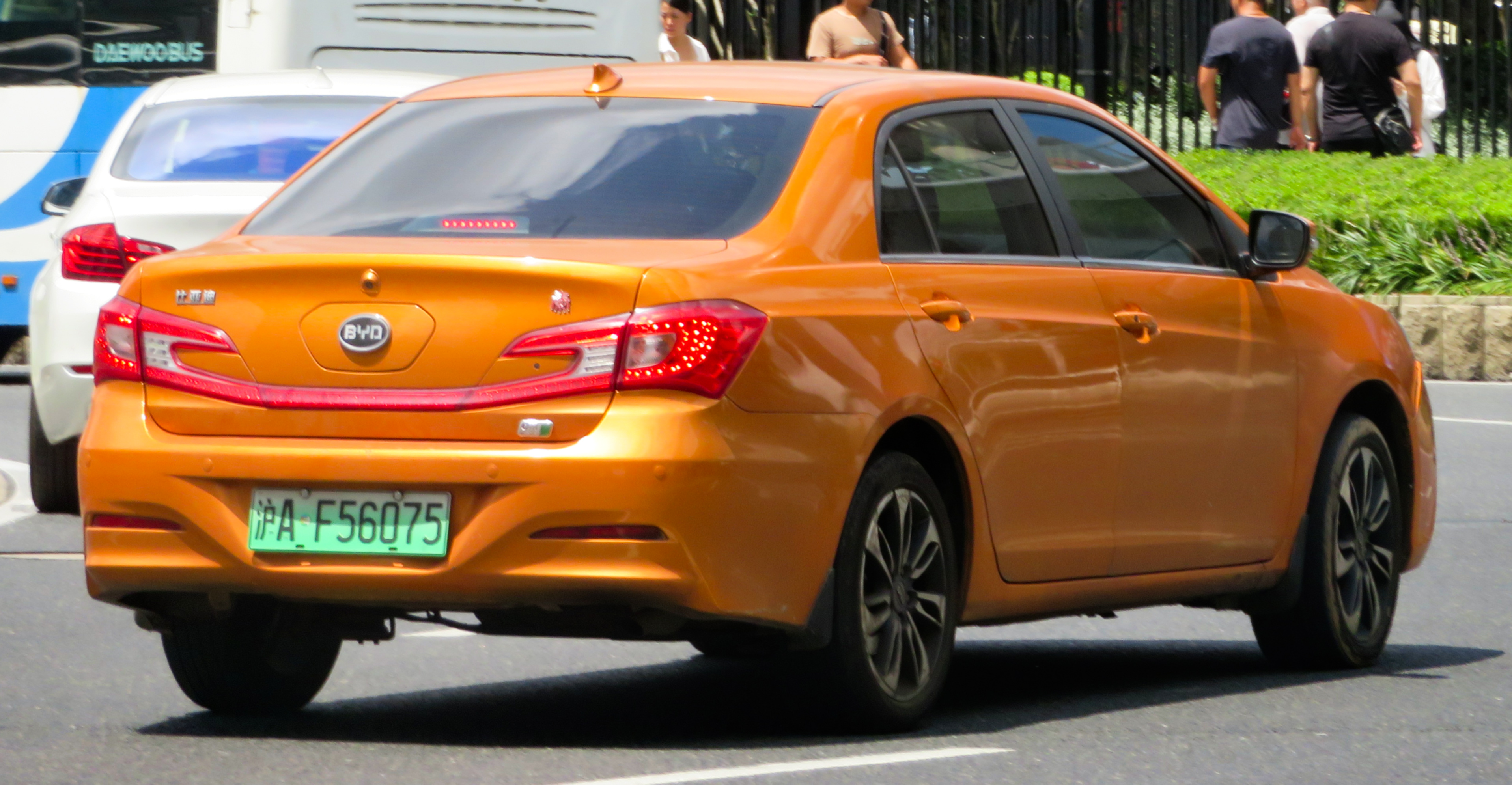
BYD Qin

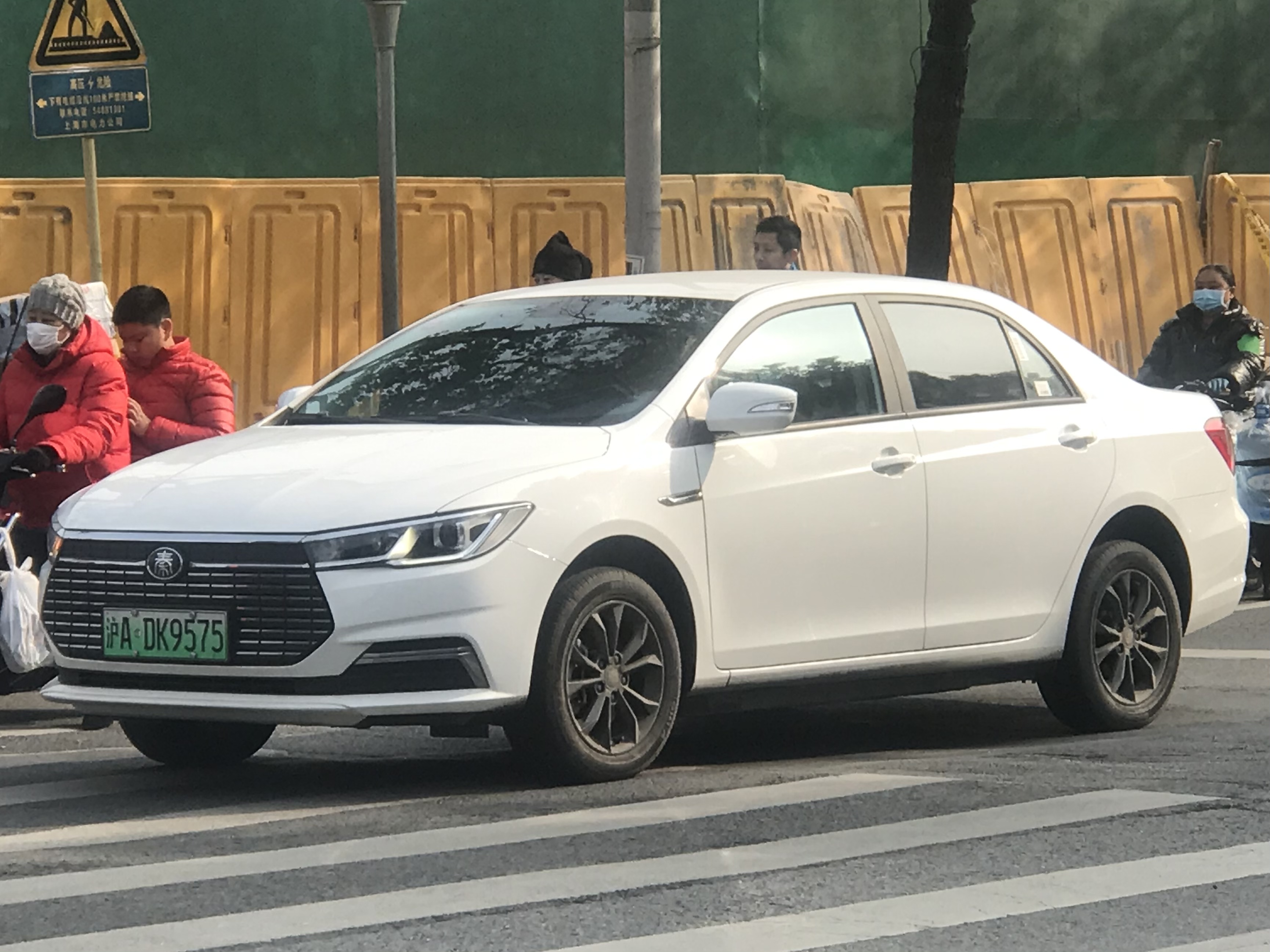
BYD Qin EV 300

Qin став другим, після F3 гібридним автомобілем компанії BYD.
Рушійною силою BYD Qin виступає гібридна силова установка, що складається з електродвигуна потужністю 149 к.с. (200 Нм) і турбованого бензинового двигуна робочим об'ємом 1,5 літра. ДВС віддає 152 к.с. потужності і 240 Нм крутного моменту. Сумарна ж віддача всієї установки заявлена на рівні 303 к.с. і 440 Нм. Коробка передач гібриду — 6-ступінчаста роботизована трансмісія DCT, розроблена інженерами BYD. Завдяки своїм характеристикам, до 100 км/год седан розганяється за 5,9 секунди, а максимальна його швидкість дорівнює 185 км/год. У комбінованому циклі на подолання 100 км шляху автомобілю потрібно всього 2 літри палива. При цьому 50 км на швидкості до 150 км/год Qin може проїхати на одній лише електротязі.
BYD Qin був найпопулярнішим гібридним авто у Китаї в 2010-2015 роках, його доля ринку складала 10.5%, за цей час було продано 46,787 шт.

### Двигуни
- 1.5 L BYD476ZQA I4 turbo + електродвигун сумарно 295 к.с. 479 Нм
- електродвигун 218 к.с. 310 Нм, батарея 53.1 kWh, дальність ходу 300 км (Qin EV 300)

## Друге покоління (з 2018)

### Qin Pro

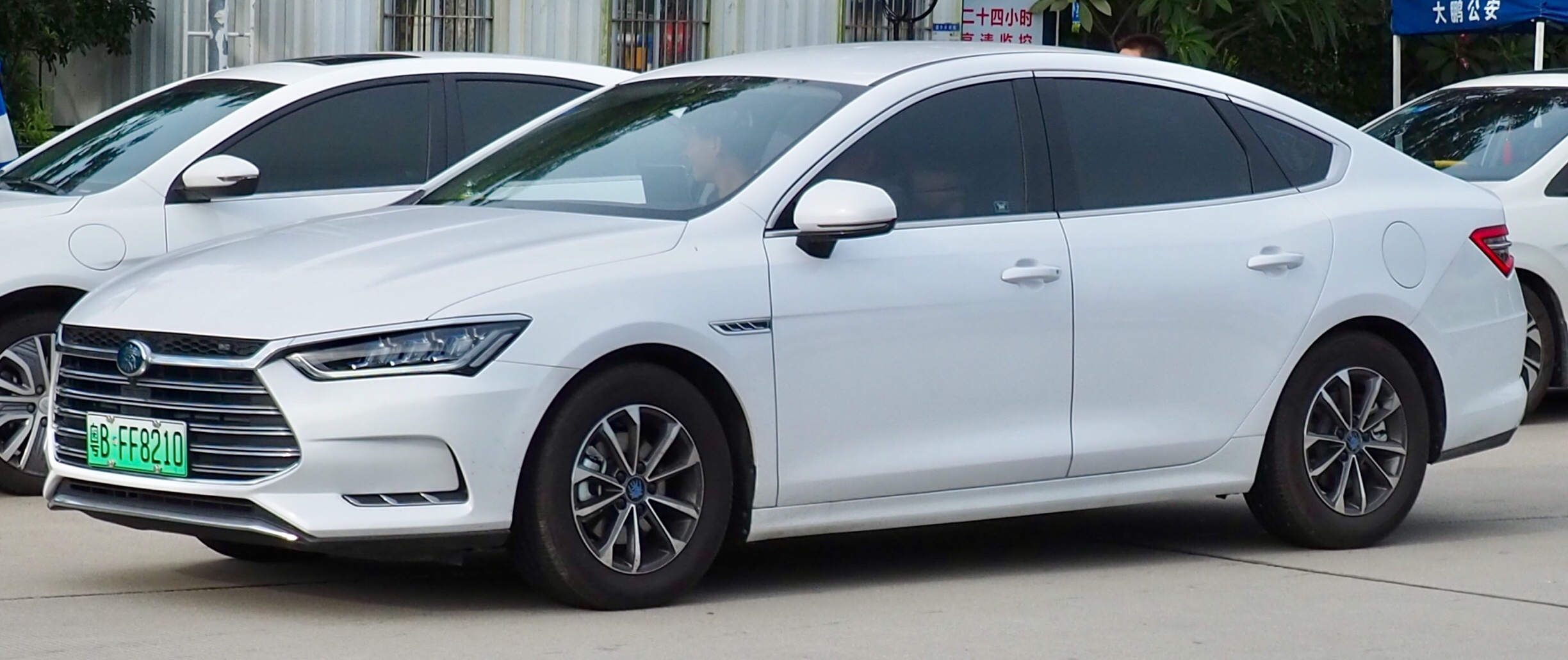
BYD Qin Pro DM

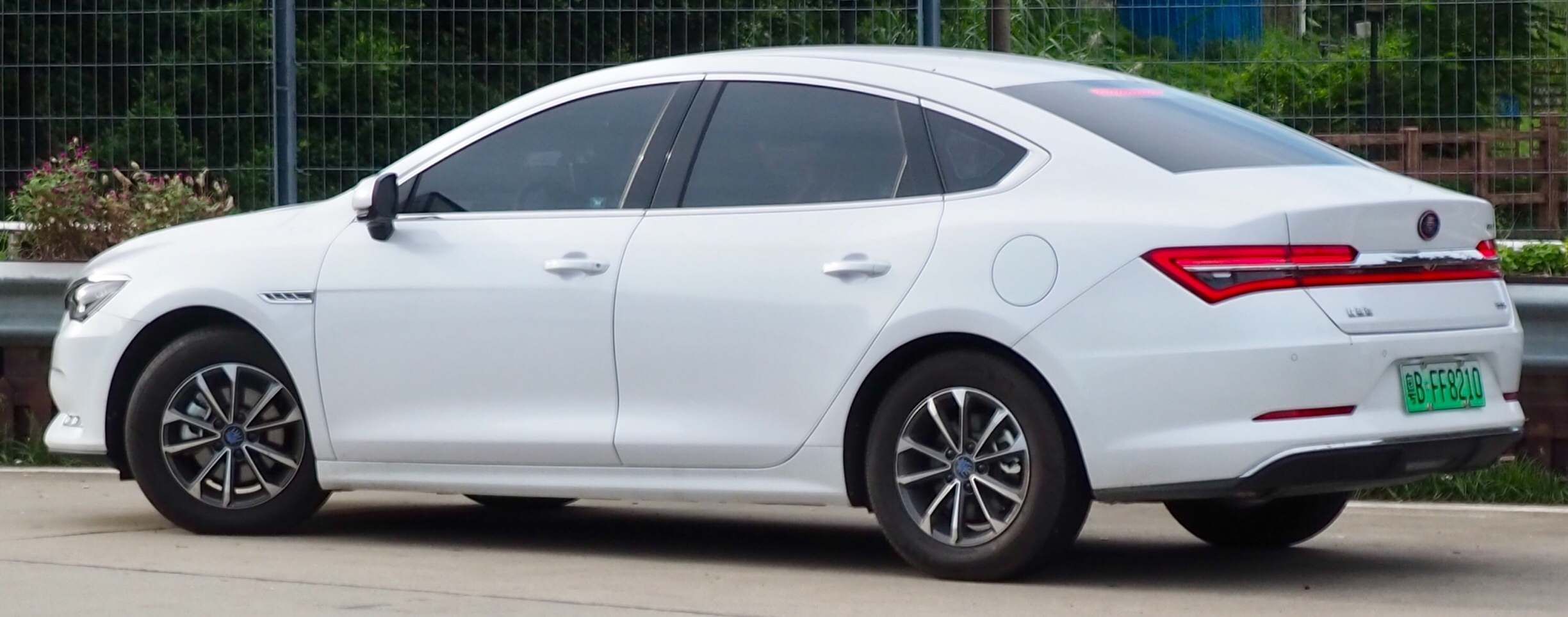

BYD Qin Pro є першим продуктом другого покоління седанів BYD Qin, він дебютував на Пекінському автосалоні 2018 року. Спочатку проданий разом із першим поколінням BYD Qin, це перший седан BYD, розроблений новим головним дизайнером BYD Вольфгангом Еггером.
На вебсайті BYD зазначено, що Qin Pro 2019 року матиме дизайн передньої решітки «Dragon Face» та обертовий 12,8-дюймовий сенсорний екран DiLink із системою голосової взаємодії зі штучним інтелектом. Він матиме набір передових систем безпеки та допомоги водієві, включаючи адаптивну систему круїз-контролю зі зупинкою й поїздкою (ACC-S&G) та систему автоматичного екстреного гальмування (AEB). Високоміцна сталь становить 73,5% маси кузова автомобіля (у бензиновому варіанті).

### Qin Plus

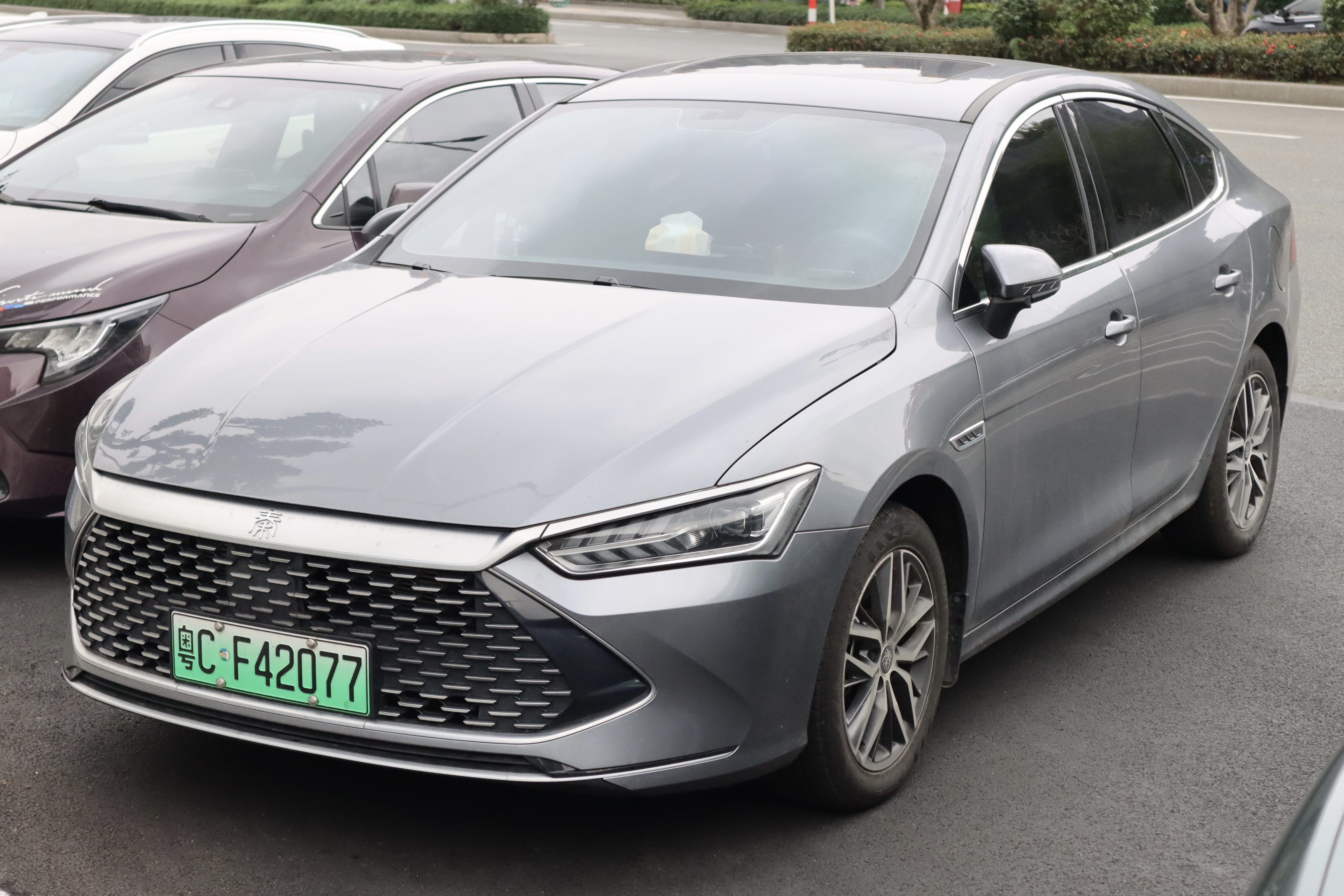
BYD Qin Plus DM-i

У 2021 році BYD випустив інший варіант Qin під назвою Qin Plus, заснований на тій же платформі, що й Qin Pro. BYD Qin Plus був представлений під час автосалону в Гуанчжоу року 20 листопада 2020 року. У порівнянні з Qin Pro, він має модернізовані передню та задню частини, а розміри точно такі ж, як у Qin Pro. Він доступний як повністю електричний автомобіль і як плагін гібрид (PHEV).

### Двигуни
- 1.5 L BYD476ZQA I4 109 к.с.
- 1.5 L BYD476ZQA I4 turbo 154/160 к.с.
- 1.5 L BYD476ZQA I4 turbo + електродвигун 290-310 к.с.
- електродвигун 136/163/184 к.с. 180/280 Нм, батарея 53,1/56,4/69,5/71,7 kWh , дальність ходу 300-421 км (EV)

## Третє покоління (з 2024)

### Qin L DM-i

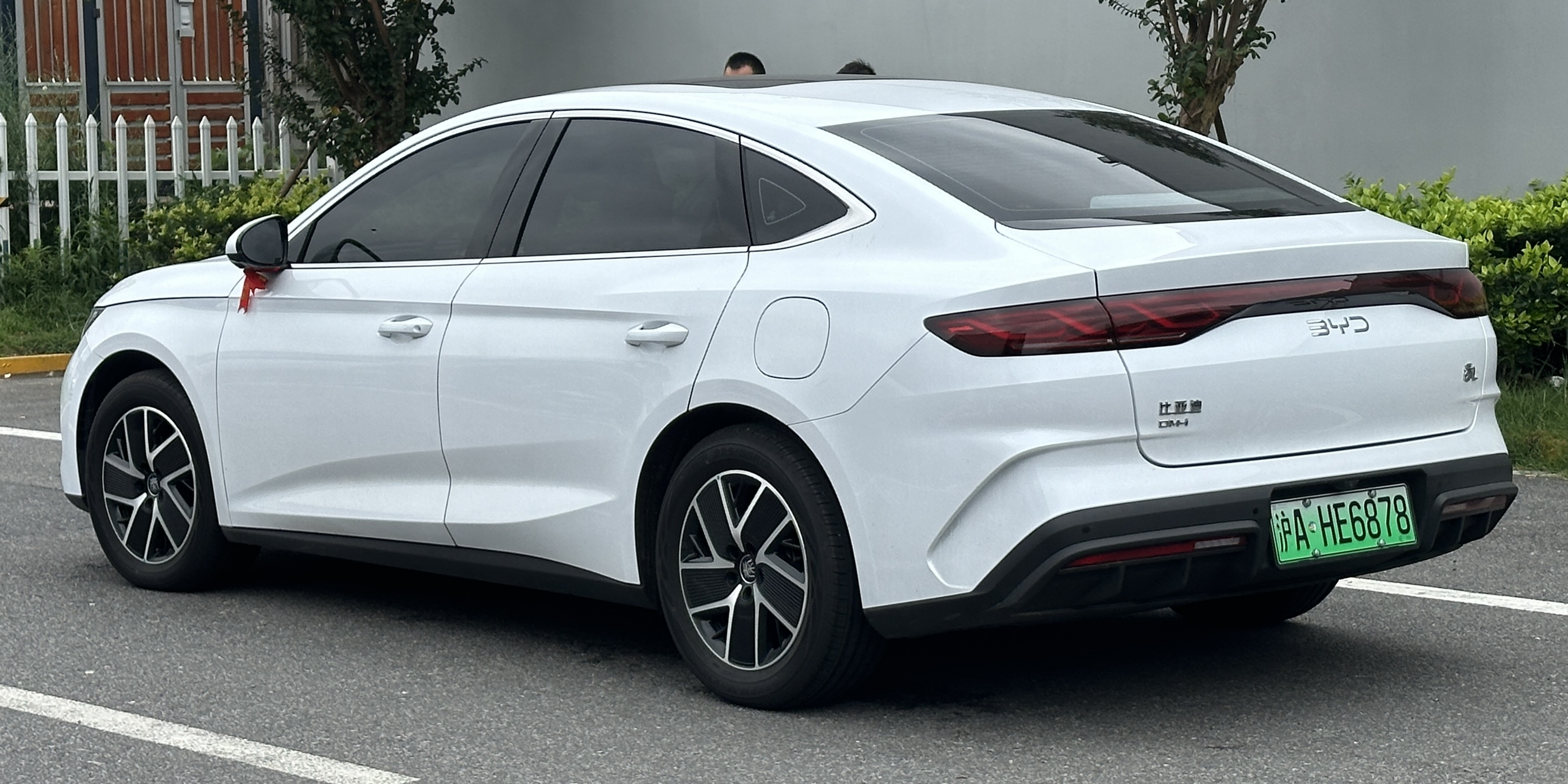

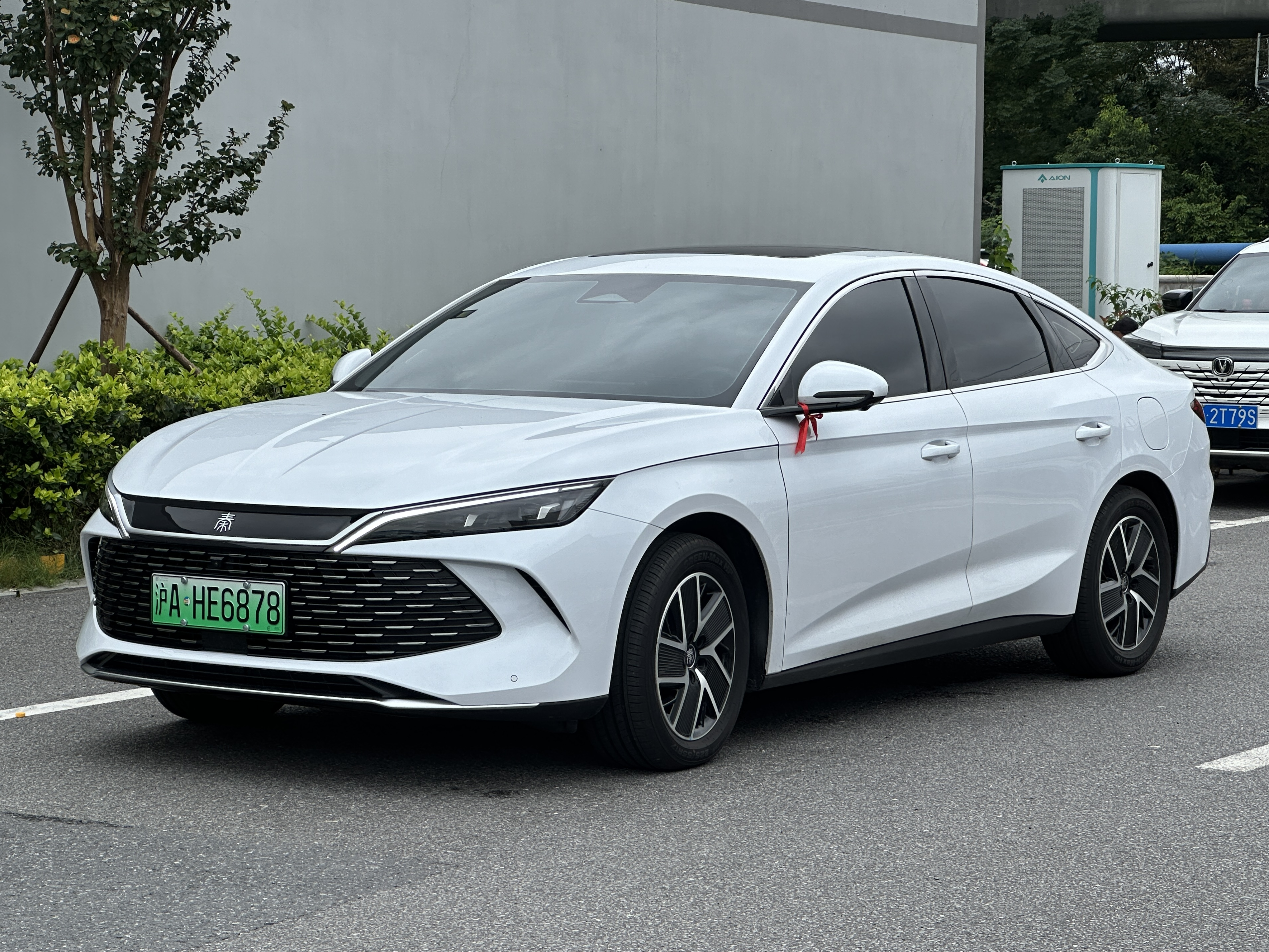
BYD Qin L DM-i

Qin третього покоління продається як Qin L (кит :秦L) і був офіційно анонсований незадовго до Пекінського автосалону в квітні 2024 року.  Qin L, який продається разом зі старшим і меншим Qin Plus, є найбільшим Qin на сьогоднішній день з його довжиною понад 4,8 м у сегменті середнього розміру. На відміну від Qin Plus, Qin L не доступний з електричним варіантом. 
Qin L є першим автомобілем BYD, поряд із аналогічним Seal 06, який використовує гібридну силову установку BYD п’ятого покоління, яка продається як DM-i 5.0. BYD заявив про витрату палива 2,9 л/100 км і комбінований запас ходу понад 2000 км на баку 65 л з акумулятором 10 кВт/год.
Зовнішній вигляд Qin L DM-i є частиною серії автомобілів BYD Dynasty та перейняв дизайнерську мову серії «Обличчя дракона». Передня частина має підсвічені «вуса дракона» над фарами, символ Qin спереду підкреслений хромованою планкою та великою решіткою радіатора. Бічна частина має дизайн фастбек та традиційні дверні ручки. Задня частина має повнорозмірну світлодіодну смугу задніх ліхтарів, натхненну традиційними китайськими вузлами , та підсвічений логотип BYD ззаду.
Що стосується підвіски, Qin L DM-i використовує стійки Макферсона спереду та нову незалежну підвіску E-type з чотирма важелями ззаду.
BYD стверджує, що інтер'єр Qin L DM-i натхненний китайськими пейзажами, а також включає різні елементи китайських вузлів. Інтер'єр оснащений інтелектуальною кабіною DiLink з 8,8-дюймовою РК-панеллю приладів, поворотною 15,6-дюймовою сенсорною інформаційно-розважальною системою, інтелектуальною системою голосового керування для всіх сценаріїв, вбудованою електронною системою відстеження дорожнього руху та NFC-ключем для мобільного телефону. 
Для безпеки Qin L DM-i оснащений вдосконаленою системою допомоги водієві DiPilot L2 . 

### Qin L EV

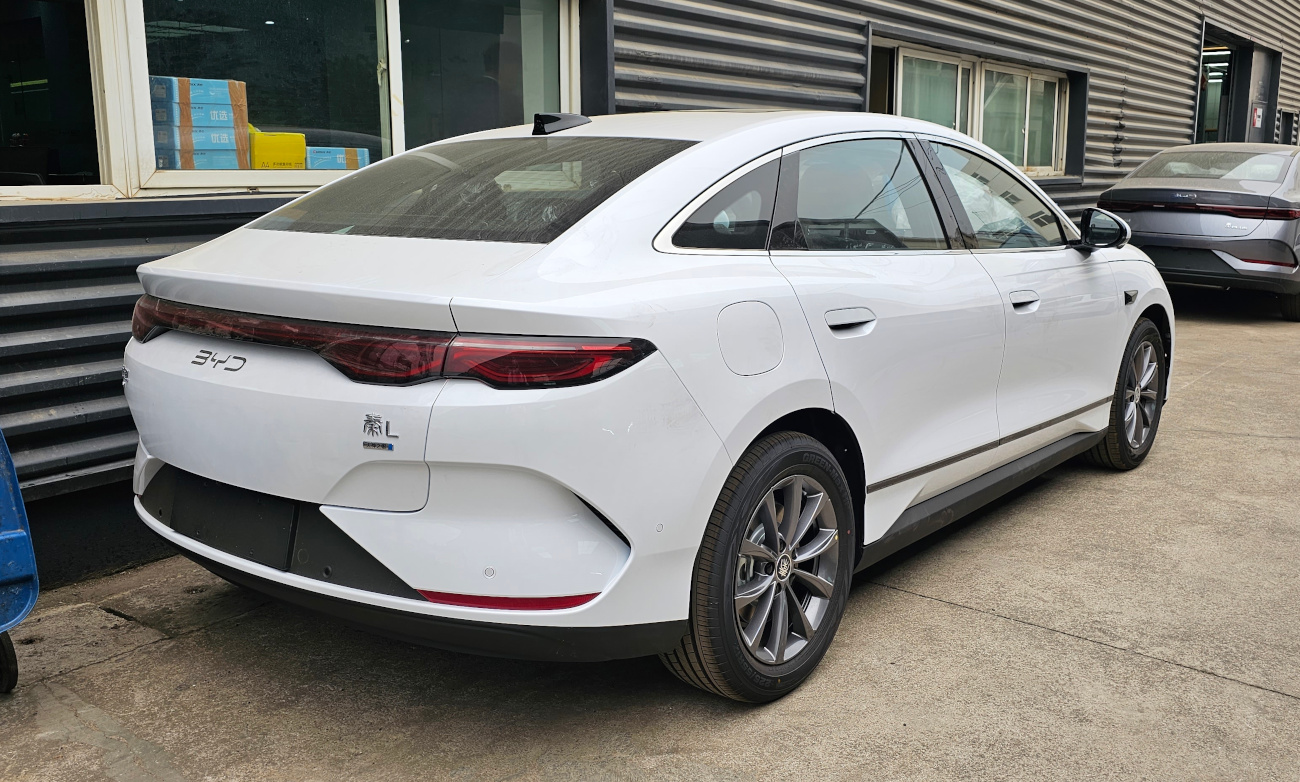

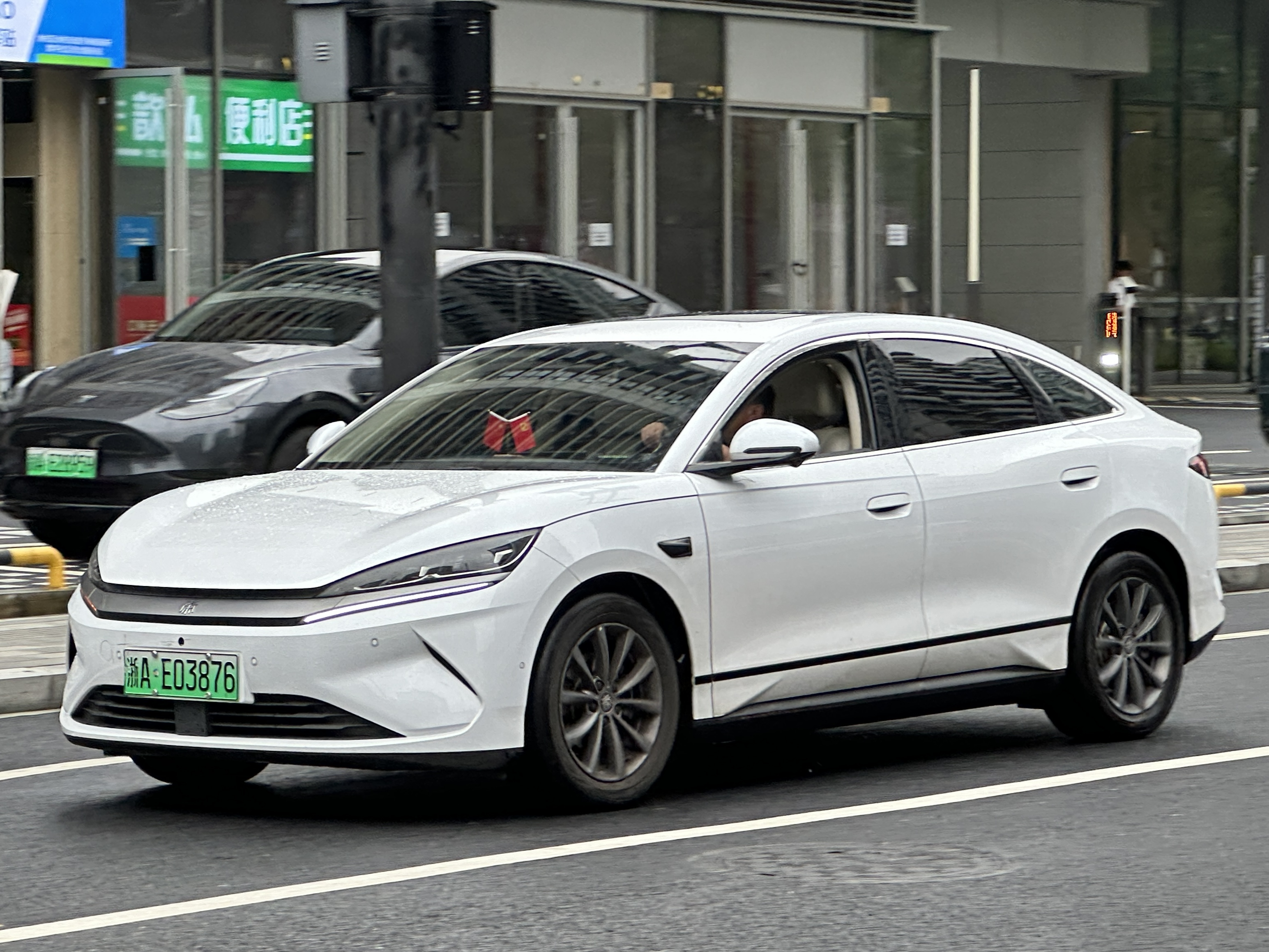
BYD Qin L EV

Qin L EV (кит.: 秦L EV) був представлений у лютому 2025 року.  Він має інший стиль та платформу, відмінну від Qin L DM-i. Побудований на платформі електромобіля e-Platform 3.0 Evo , він має задній привід.  Qin L EV був запущений у Китаї 27 березня 2025 року,  у трьох варіантах: 470 км Leading, 545 км Transcendance та 545 км Excellence. 
Зовнішній вигляд Qin L EV виконаний у стилі дизайну «Обличчя дракона», характерному для цієї серії. Передня частина розділена трикутними фарами з обох боків, символом Qin (秦), розташованим у центрі хромованої декоративної пластини, яка також підсвічується, та закритою решіткою радіатора. Збоку дверні ручки мають відкидний назовні дизайн, а зарядний порт розташований на правому задньому крилі. Задня частина має єдину планку задніх ліхтарів у стилі китайського вузла , характерному для цієї серії, чорне обрамлення задніх ліхтарів повторює переднє обрамлення фар, а синій значок «Око Бога» вказує на те, що автомобіль оснащений інтелектуальною системою допомоги водієві «Око Бога» C (DiPilot 100).
Інтер'єр Qin L EV має чотириспицеве кермо з плоским дном, повністю РК-панель приладів водія, поворотний центральний сенсорний екран, оснащений вдосконаленою версією інтелектуальної системи кабіни DiLink 100, а електронний важіль перемикання передач, що використовується для автоматичної коробки передач, розташований за кермом. Центральний тунель оснащений холодильником з функцією підігріву, двома підсклянниками, двома бездротовими зарядними станціями для телефону та низкою фізичних кнопок. Багажне відділення об'ємом 65 літрів. 
Для безпеки Qin L EV оснащений інтелектуальною системою допомоги водієві God's Eye C (DiPilot 100), яка підтримує функцію навігації на автопілоті (NOA) на автомагістралях.

### Двигуни
- 1.5 л BYD472QC I4
- електродвигун 148/215 к.с. 220/330 Нм, батарея 46,08/56,64 kWh , дальність ходу 470-545 км (EV)